# Joe Keeper
Joe Keeper (voller Name: Joseph Benjamin Keeper, * 17. Januar 1886 in Walter Lake, Manitoba, Kanada; † 29. September 1971 in Winnipeg, Manitoba, Kanada) war ein kanadischer Langstreckenläufer indianischer Herkunft.

## Frühe Jahre
Joe Keeper wurde als Mitglied der Norway House Cree First Nation, einem Stamm vom Volke der Cree in Walter Lake geboren. Mit 13 Jahren wurde er auf die Reservatsschule in Brandon geschickt. Keeper entwickelte ein starkes Interesse an der Leichtathletik, insbesondere am Langstreckenlauf.

## Sportliche Karriere
Sein erstes Rennen absolvierte Joe Keeper 1909 bei einem Hallenwettkampf über eine Meile, bei dem er Platz 2 belegte. Der Schuldirektor Joseph Jones erkannte das Talent des jungen Mannes und begann, ihn zu trainieren. Im Jahr darauf zog Keeper nach Winnipeg, um sich dem North End Athletic Club anzuschließen. Am 7. Mai 1910 konnte er in seinem ersten Rennen, einem Straßenrennen über sieben Meilen, seinen ersten Sieg feiern. 1911 verbesserte er in Fort William (Ontario) den kanadischen Landesrekord über 10 Meilen auf 54:50 min. Für die Dominion Championship in Montreal wurde er als Repräsentant der Provinz Manitoba nominiert. Im Drei-Meilen-Rennen war er der beste Kanadier, musste sich aber einem US-Läufer geschlagen geben.
1912 wurde er für das kanadische Olympiateam zur Teilnahme an den Olympischen Sommerspielen 1912 in Stockholm ausgewählt. In Stockholm sollte er über 5000 und 10.000 Meter antreten.
Am 7. Juli ging es zum Vorlauf über 10.000 Meter. Von den zwölf Startern konnten sich die besten fünf Läufer für das Finale qualifizieren. Keeper belegte Platz 2 hinter dem Finnen Hannes Kolehmainen in einer Zeit von 33:58,8 min. Im Finale am 8. Juli schaffte er den vierten Platz, knapp 1:16 min hinter dem Sieger Kolehmainen, der einen neuen Weltrekord lief. Bis heute schaffte noch kein kanadischer Leichtathlet eine bessere Platzierung bei Olympischen Spielen in dieser Disziplin.
Gleich am 9. Juli startete Keeper im Vorlauf über 5000 Meter mit sechs weiteren Kontrahenten. Hier qualifizierten sich die besten drei Läufer für das Finale. Keeper belegte mit 15:28,9 min den zweiten Platz und startete am 10. Juli im Finale. Während sein Teamkamerad Alexander Decoteau den sechsten Platz belegte (Olympiasieger wurde wiederum der Finne Kolehmainen), musste Keeper das Rennen aufgeben.

## Persönliche Bestleistungen
- 5000 m: 15:28,9 min (9. Juli 1912 in Stockholm)
- 10.000 m: 32:00,4 min (1912)

## Leben nach dem Sport
Nach den Olympischen Spielen führte Keeper seine Karriere als Langstreckenläufer fort. Doch 1916 trat er der kanadischen Armee bei. Zwei Jahre lang leistete er seinen Dienst in Frankreich beim 107. Pionier-Bataillon als Melder. Er wurde dabei mit der Tapferkeitsmedaille ausgezeichnet. Nach Kriegsende kehrte Keeper nach Winnipeg zurück und arbeitete dort als Zimmermann. Kurze Zeit später zog er in den nördlichen Teil der Provinz und arbeitete dort für die Hudson’s Bay Company. 1951 ging er in Rente. Mit seiner Ehefrau Christina, die er 1926 heiratete, hatte er vier Söhne und drei Töchter. Die Schauspielerin und ehemalige Politikerin Tina Keeper ist eine Großnichte Joe Keepers.
Joe Keeper verstarb am 29. September 1971 im Alter von 83 Jahren.

## Ehrungen
Die Manitoba Runners' Association richtet jedes Jahr im Frühling den „Joe Keeper - Angela Chalmers-Gedächtnislauf“ aus. 1984 wurde Joe Keeper in die Manitoba Sports Hall of Fame aufgenommen. Er wurde auch in die Manitoba Runners Hall of Fame und in die Tribune Sports Hall of Fame aufgenommen.